# خوان سولير
خوان سولير (بالإسبانية: Juan Soler)‏ هو ممثل أرجنتيني، ولد في 19 يناير 1966 بسان ميغيل دي توكومان في الأرجنتين.

## وصلات خارجية
- خوان سولير على موقع IMDb (الإنجليزية)
- خوان سولير على موقع أول موفي (الإنجليزية)
- خوان سولير على موقع قاعدة بيانات الفيلم (الإنجليزية)
- خوان سولير على موقع كينوبويسك (الروسية)